# Jan van Eyck

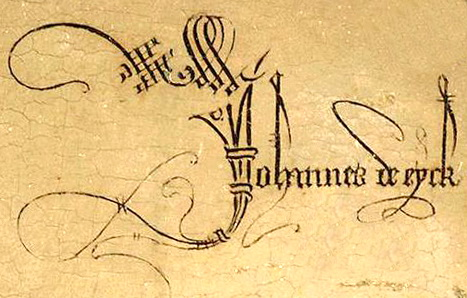
Handtekening van Jan van Eyck

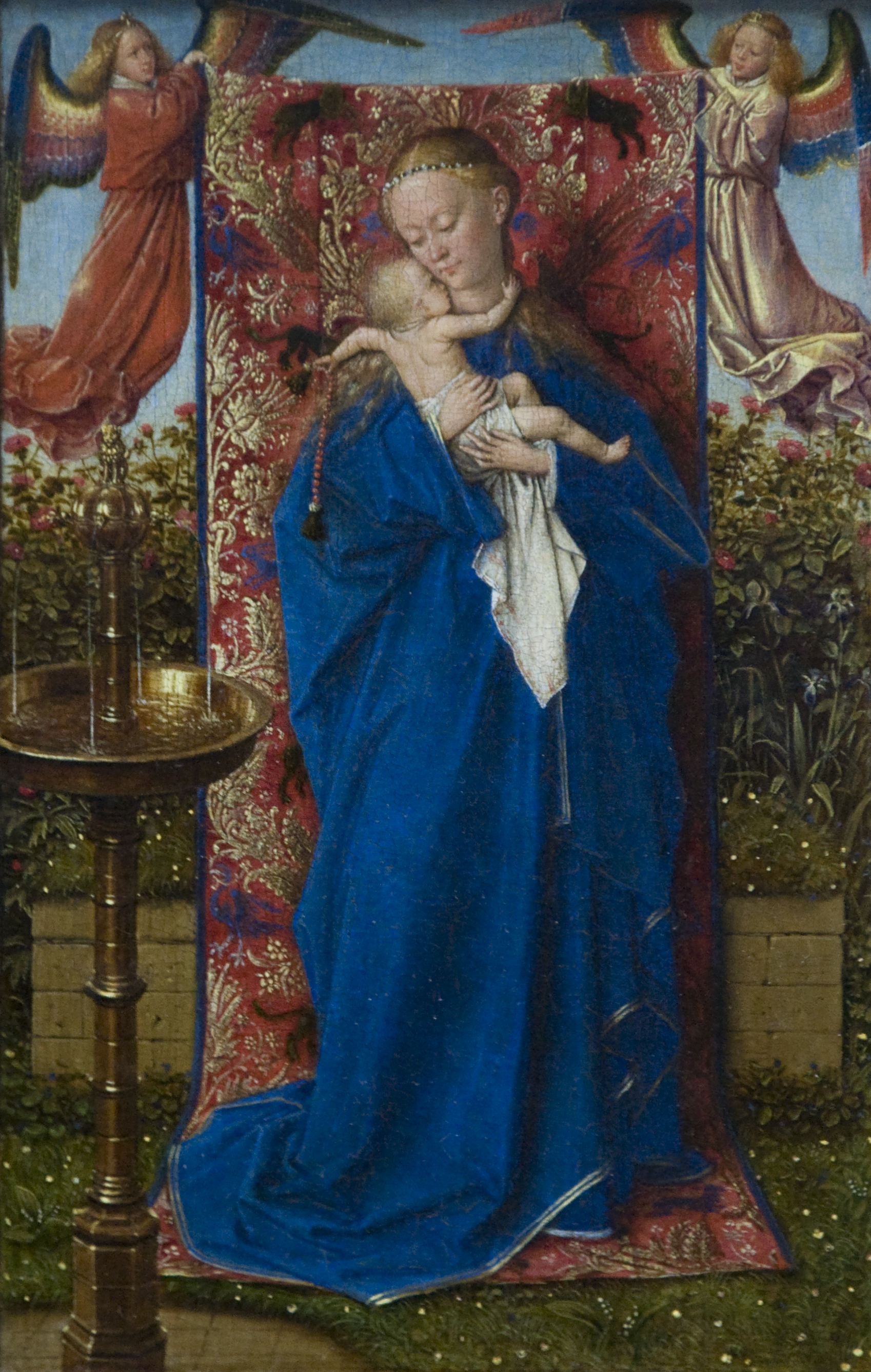
Madonna bij de fontein (1439) in het Koninklijk Museum voor Schone Kunsten Antwerpen

Jan van Eyck (Maaseik, circa 1390 – Brugge, 9 juli 1441) was een kunstschilder uit de renaissance die voornamelijk actief was in Brugge. Men rekent hem naast Robert Campin en Rogier van der Weyden tot de voornaamste vertegenwoordiger van de Vlaamse Primitieven. Tot zijn bekendste werk behoort het veelluik Het Lam Gods (1432), te bezichtigen in de Sint-Baafskathedraal van Gent. In zijn oeuvre neemt ook de Madonna met kanunnik Joris van der Paele, zijn grootste alleenstaande paneel, een belangrijke plaats in.

## Algemeen
Jan van Eyck was tijdens zijn leven wellicht de beroemdste schilder van Europa en stond al vroeg te boek als de "uitvinder" van de olieverfschilderkunst. Dit laatste werd in de 20e eeuw als een legende afgedaan, maar het staat vast dat Jan van Eyck in de ontwikkeling van deze techniek een doorslaggevende rol heeft gespeeld.
Jan van Eyck introduceerde in de schilderkunst een nooit eerder gezien naturalisme dat zijn wortels heeft bij eerdere ontwikkelingen in de miniatuurkunst. De verfijnde olieverftechniek en de op waarneming gebaseerde weergave van de zichtbare werkelijkheid waren de belangrijkste elementen van de Eyckiaanse kunst die spoedig in heel Europa navolging zouden krijgen. De innovaties van Jan van Eyck lopen verbazingwekkend parallel met ontwikkelingen in de Florentijnse schilderkunst van het quattrocento. Over de banden tussen Van Eyck en zijn Italiaanse collega's (Masaccio, Domenico Veneziano e.a.) is door kunsthistorici al veel gespeculeerd, maar alsnog ontbreken tastbare bewijzen of documenten die deze verbanden kunnen concretiseren. Jan van Eyck verpersoonlijkt ook de overgang van de schilder als een naamloos en bescheiden ambachtsman naar een zelfbewust, geleerd en beroemd individu. Jan van Eyck signeerde en dateerde een negental werken op de lijst of verborgen in het schilderij. Op sommige lijsten is ook zijn devies "Als ich can" aangebracht. Deze elementen wijzen op Jan van Eycks trotse en zelfbewuste houding, een attitude die in de toekomst typerend zal worden voor de kunstenaars van de renaissance.

## Leven en werk

### Geboorteplaats en geboortejaar
Er blijft onzekerheid omtrent de geboorteplaats van Jan van Eyck. De familienaam "Van Eyck" zou verwijzen naar de Belgische stad Maaseik. Algemeen wordt aangenomen dat deze stad inderdaad de geboorteplaats is geweest van Jan van Eyck en zijn enigmatische broer Hubert van Eyck. Enkele geschriften uit de 16e eeuw, dus ruim een eeuw na Van Eycks dood ontstaan, bevestigen deze veronderstelling. De 16e-eeuwse kroniekschrijver Marcus van Vaernewijck beschrijft het als volgt:
"maer hy was van nativiteyt uut dat ruydt Kempenlant van een verworpen stedekin gheleghen by de Rivier van der Mase... dit stedekin is ghenoemt naer die zelve Riviere Maseyck waarnaer hy ende zijn broeder toeghenoemt waren van Eyck". Ook de Gentse kunstschilder en rederijker Lucas d'Heere schrijft: "Van Maesheyc gheboren den Vlaemschen Apelles" en verder "Die uut dat onnosel [in de toenmalige betekenis van 'onooglijk'] Maesheyc is becleven". De hypothese wordt verder door nog wat secundaire elementen ondersteund die haar toch een grote geloofwaardigheid verlenen. Zo zijn er de studies naar het "dialect" van Jan van Eyck. Deze zijn op twee bronnen gebaseerd; de (naar men aanneemt eigenhandig) geschreven indicaties op de getekende studie (Dresden, Kupferstichkabinett) voor het portret van kardinaal Niccolò Albergati, en op het devies "Als ich can" dat op vele van de originele lijsten van Jans bewaarde werken voorkomt. Deze studies wijzen eenzijdig naar een Maaslands dialect. Een tweede element is het feit dat Jans dochter Livina in 1448 in Maaseik in het Agnetenklooster trad. Dit wijst er op dat de banden tussen de familie Van Eyck en hun streek van herkomst nog levendig moeten zijn geweest, zelfs na de dood van Jan.
Sinds enige tijd werpt de Kempense gemeente Arendonk in het oude hertogdom Brabant zich op als alternatieve geboorteplaats van Jan van Eyck. Elizabeth Dhanens wees op het vaderlijke blazoen van Van Eyck dat vaak voorkomt in Brabantse families. Het moederlijk blazoen komt dan veel voor in Maaslandse families. Mogelijk was grootvader of vader Van Eyck uit Brabant afkomstig gehuwd met een vrouw uit Maasland en te Maaseik gevestigd.
Arendonkse heemkundigen hebben nadien geprobeerd om Van Eyck te linken aan vermeldingen in Arendonkse eigentijdse schepenregisters onder de naam Jan Van der Moelen. Geen enkele recente kunsthistorische publicatie hecht geloof aan deze hypothese.
Over de geboortedatum van Jan van Eyck bestaat eveneens controverse. Er zijn geen authentieke bronnen bekend en de vaststelling hangt dus af van interpretaties van de wel gedocumenteerde gebeurtenissen uit het leven van Jan van Eyck. Karel van Mander schreef in zijn Schilder-boeck uit 1604 dat Hubert van Eyck omstreeks 1366 was geboren en dat zijn broer Jan aanzienlijk jonger was. Lucas d'Heere en Marcus van Vaernewijck beweerden in de 16e eeuw dat Jan van Eyck jong was gestorven. Dit komt niet overeen met het geboortejaar rond 1390 dat vandaag algemeen door kunsthistorici wordt gehanteerd en dat gebaseerd is op de gedocumenteerde elementen van Jans loopbaan, zijn stilistische evolutie en de verhouding daarvan tot de algemene kunsthistorische evolutie.
De Vlaamse mediëvist Hendrik Callewier ontdekte in 2021 in de archieven van het Vaticaan ten tijde van paus Eugenius IV sporen van een door Jan van Eyck en zijn vrouw Margaretha aangevraagde biechtbrief (littera confessionalis). De aanvraag was gedateerd 16 maart 1441 en zou uiteindelijk "voor eeuwig" worden ingewilligd. De notitie bevestigt dat Margarethe zijn vrouw was en toont verder aan dat hij afkomstig was uit het bisdom Luik, waardoor een aantal eerder gesuggereerde geboorteplaatsen kon worden uitgesloten. Maaseik, Bergeijk, Maastricht en Arendonk lagen in het toenmalige bisdom en blijven mogelijke geboorteplaatsen.

### Familie

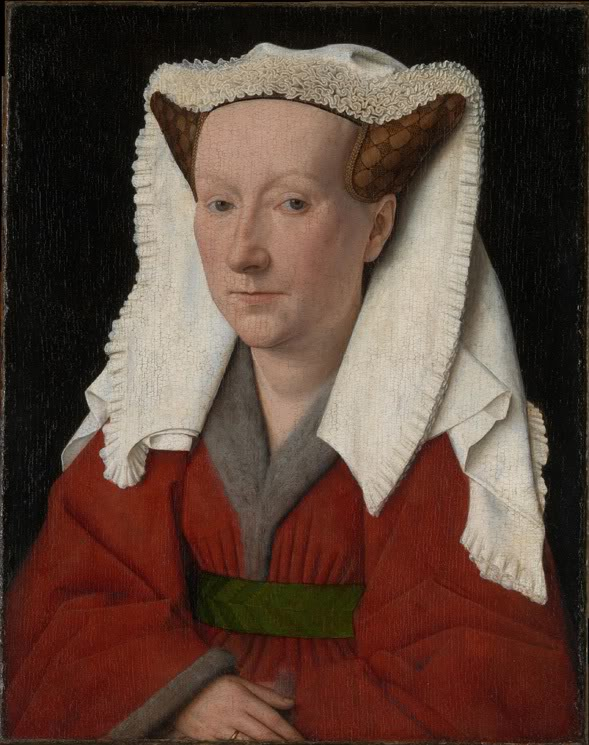
Portret van Margareta van Eyck, Groeningemuseum, Brugge, 1439

Jan en Hubert van Eyck hadden nog andere schilderende familieleden: een zus Margareta en een broer Lambert (fl. 1431-1442). In 1432 of 1433 trad Jan in het huwelijk met "damoiselle Marguerite". Hij vereeuwigde haar in het Portret van Margaretha van Eyck (1439), voorzien van een onderschrift dat haar leeftijd op 33 jaar stelde. Samen hadden ze twee kinderen: een zoon Philippot (°1434) en een dochter Livina. De zoon was allicht vernoemd naar zijn peter, Filips de Goede. Na de dood van de hofschilder betaalde de hertog nog een toelage aan zijn weduwe, en in 1449 betaalde hij om zijn dochter, Lyevine van der Eecke, te laten intreden in het Agnetenklooster van Maaseik.

### Opleiding en vroeg werk in Den Haag (tot 1425)
Waarschijnlijk geïnspireerd door de zogenaamde "kwatrijn" (een tekst aangebracht op de lijst van Het Lam Gods, zie verder) gingen De Heere en Van Vaernewijck er beiden van uit dat Jan door zijn oudere broer Hubert werd opgeleid. Deze bewering werd door de meeste andere oude schrijvers overgenomen, onder meer bij Lampsonius en in het Schilder-boeck van Karel van Mander. Deze bewering kan niet worden bevestigd noch ontkracht, aangezien haast alle historische gegevens aangaande Hubert van Eyck ontbreken of moeilijk zijn te interpreteren. Reeds Pietro Summonte (1524) beweerde dat Jan van Eyck als "verluchter" van handschriften begon, wat ook blijkt uit de zorgvuldige en verfijnde techniek en de gedetailleerde stijl die het werk van Jan kenmerken. Volgens een bron die verloren is gegaan of die tot nog toe niet meer kon worden opgespoord, zou Jan van Eyck in 1439 zijn betaald door Filips de Goede voor het verluchten van initialen in een handschrift.
Uit de vroegste documenten in verband met Jan van Eyck blijkt dat hij in 1422 een gerespecteerd schilder was. Hij wordt vernoemd als "Meester" en werkt met een assistent in dienst van Jan van Beieren, graaf van Holland in Den Haag. Over het algemeen wordt aangenomen dat Jan van Eyck door Jan van Beieren werd ontdekt toen deze laatste nog prins-bisschop van Luik (1389-1418) was, waarvan Maaseik en het Maasland toen deel uitmaakten. Luik was met zijn vele rijke kapittels, kerken en kloosters en het luisterrijke prins-bisschoppelijke hof aantrekkelijk voor jonge kunstenaars en ambachtslieden. Aan het hof in Den Haag werd Jan tot officiële hofschilder benoemd. In 1423 kreeg hij er een tweede assistent bij en hij ontving een vast salaris tot bij de dood van de graaf in januari 1425.
De vroege werken uit de Hollandse periode zijn slechts indirect bekend uit tekeningen en kopieën. Een Aanbidding der koningen is bekend door een tekening in Berlijn (Kupferstichkabinett Berlin) en komt ook voor in verscheidene verluchte handschriften van Hollandse herkomst. De kleren van de figuren verwijzen naar de mode van voor circa 1420. De uiterst verfijnde en uitgelengde figuren staan in een uitgebreid landschap dat zeer opmerkelijk is voor die tijd. Een tekening in Parijs (Louvre) is de neerslag van een compositie die wellicht in de vorm van een verloren monumentale wandschildering of een wandtapijt was uitgewerkt. Het toont een adellijk gezelschap dat aan het hengelen is rond een vijver of een stroom in een park. De figuren zijn te identificeren als Jan van Beieren en zijn vrouw Elisabeth van Görlitz. De compositie vertoont nog tal van raakpunten met de hoofse stijl van de zogenaamde "internationale gotiek" en met name met het werk van de gebroeders Van Lymborch. De figuren zijn lang en uitgelengd en dragen elegante kleren.

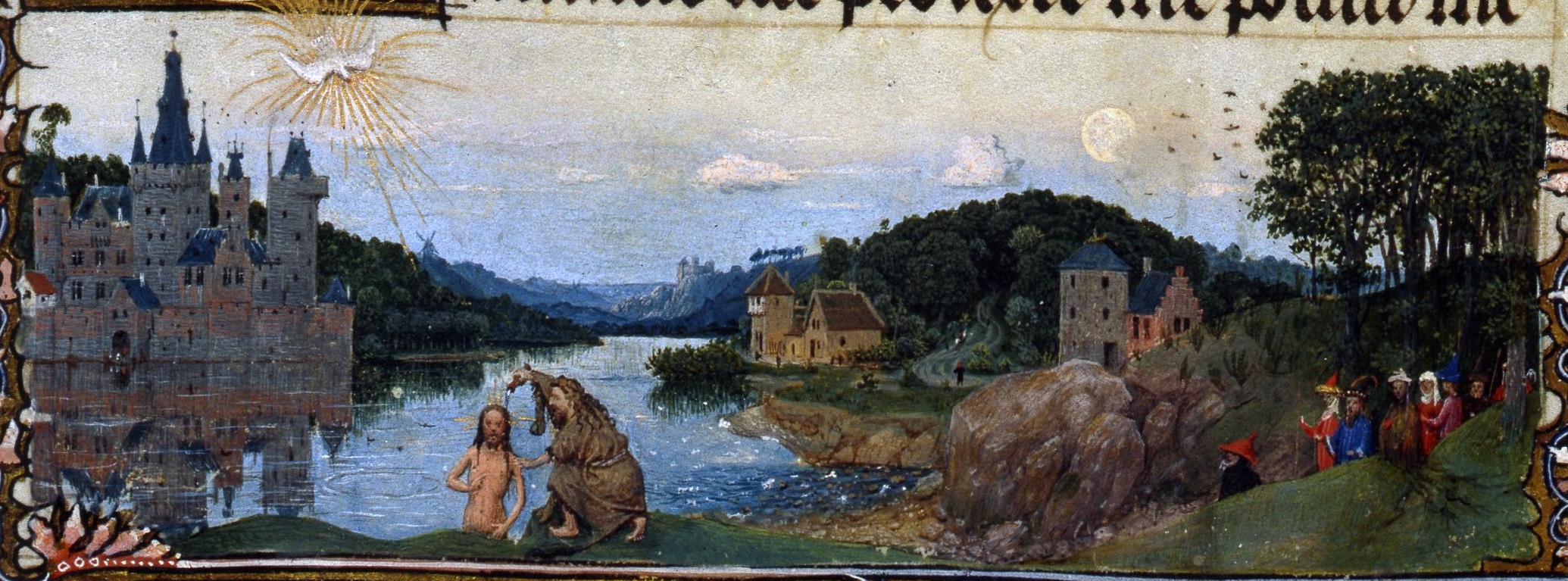
Detail van Doopsel van Christus uit het Turijns-Milanees getijdenboek

Felomstreden zijn de miniaturen in het beroemde en deels verloren gegane Turijn-Milaan-Getijdenboek (Turijn, Museo Civico, Ms. 47). Hierin zijn miniaturen opgenomen die duidelijk verwijzen naar een oorspronkelijk ontstaan aan het hof van de graven van Holland en die ook naar de latere stijl van Jan van Eyck vooruitwijzen. Hieronder bevinden zich werken die getuigen van de vaardigheid waarmee Van Eyck landschappen, binnenruimtes en atmosferische effecten wist weer te geven. Moderne onderzoekers hebben echter ontdekt dat de miniaturen door verschillende "handen" gemaakt zijn en dat ze waarschijnlijk uit de jaren 1440 (dus na de dood van Jan van Eyck) dateren. Vandaag wordt er meestal van uitgegaan dat Brugse navolgers van Jan van Eyck modellen hebben gekopieerd die Jan van Eyck zelf in zijn Hollandse periode had gecreëerd.

### In dienst van Filips de Goede, Brugge en Rijsel (1425-1430)
Na de dood van Jan van Beieren verhuisde Jan van Eyck naar Brugge. Op 19 mei 1425 staat hij geregistreerd als hofschilder en kamerdienaar van hertog Filips de Goede. Uit de archieven blijkt dat Jan bijzonder in de gunst van deze Bourgondische vorst moet hebben gestaan. Hieruit blijkt de bijzonder geprivilegieerde status die Jan van Eyck genoot en die voor een kunstenaar in die tijd zeer ongewoon was.
Welke werken Jan van Eyck in deze periode schiep is niet geheel duidelijk. Geen enkel werk uit deze periode is in het origineel overgeleverd en men kan alleen maar vermoeden dat twee kopieën van een Kalvarie (Venetië, Ca' d'Oro en een miniatuur [fol. 48v°] uit het Turijns-Milanees getijdenboek) een verloren werk van Jan van Eyck uit deze tijd weerspiegelen. Dit vermiste werk van Jan van Eyck was baanbrekend in de ontwikkeling van de landschapschilderkunst. Van Eyck stelde het kruis en de figuren daaromheen op de voorgrond, op een soort van natuurlijke verheffing in het landschap. Deze heuvel op de voorgrond verbergt het middenplan dat wel door een diepte tussen voor- en achtergrond wordt gesuggereerd. De achtergrond bestaat uit een zicht op het hemelse Jeruzalem waarachter zich in de diepte een weids berglandschap uitstrekt. Jan van Eyck paste hier het "atmosferisch perspectief" toe dat reeds tevoren door de Boucicaut-meester in de miniatuurkunst was geïntroduceerd en dat Jan op paneel tot nooit geziene hoogten zou voeren. Deze techniek om diepte in een landschap weer te geven bestaat erin de kleuren te doen vervagen naarmate een plek verder van de beschouwer verwijderd is. Het groen van het landschap wordt blauwer en uiteindelijk bleek, naarmate het de einder nadert. Ook de kleur van de lucht verbleekt en lost uiteindelijk aan de horizon op in de kleur van het landschap.

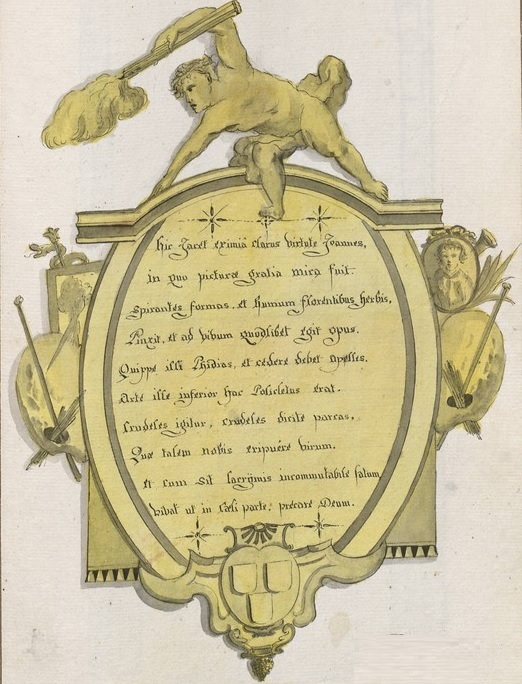
Een van de grafschriften bij het graf van Jan Van Eyck in de verdwenen Sint-Donaaskathedraal

Waarom Jan van Eyck in deze periode minder actief was, was wellicht omdat hij geregeld in opdracht van Filips de Goede verre reizen diende te ondernemen. Uit de archieven blijkt dat aan Jan grote sommen werden betaald voor het maken van reizen waarbij meestal niet duidelijk wordt gepreciseerd waartoe die reizen dienden en waarheen ze hebben geleid. Jan maakte een pelgrimstocht in opdracht van de Hertog, en men is er weleens van uitgegaan dat die hem tot in het Heilig Land heeft gebracht. Jan werd ook betaald voor het maken van "geheime" reizen. Wellicht ging het om diplomatieke missies, waarbij Jan onder meer de taak zou hebben gehad onderweg tekeningen en aantekeningen te maken die dienst konden doen voor toekomstige militaire campagnes van de hertog. Men mag niet vergeten dat Europa op dat moment nog niet in kaart was gebracht. Kennis over de ligging van wegen, rivieren, passen, bergketens, bronnen, steden en fortificaties waren erg waardevol voor het plannen van militaire operaties. Jans meetkundige en cartografische kennis blijkt ook uit de verloren Mappemonde (wereldkaart) die hij nog voor de hertog zal maken (zie verder). Het is aannemelijk dat Jan tijdens deze tochten ook Italië bezocht. Hier kan hij in contact zijn gekomen met de nieuwste ontwikkelingen in de schilderkunst van het Quattrocento, die ook zijn eigen werk duidelijk hebben beïnvloed. De Alpijnse landschappen, onder meer in de hierboven genoemde Kruisiging, maar bijvoorbeeld ook in de Rolin-madonna, getuigen wellicht van zijn tocht door de Alpen.
In 1426 en 1427 was Jan van Eyck in Rijsel aan het werk. Mogelijk werkte hij er aan de decoratie van de muren van de hertogelijke residentie, het zogenaamde Hôtel de la Salle. Wellicht was Jan van Eyck de "Johannes Peintre" die op het feest van Sint-Lucas (patroon van de schilders) in 1427 in Doornik werd ontvangen door het stadsbestuur en er erewijn kreeg aangeboden. Dit zou tevens de vroege contacten kunnen bevestigen tussen hem en de Doornikse schilders (Robert Campin, Jacques Daret, Rogier van der Weyden).

### In Brugge (1430-1441)
Vanaf 1431 vestigde Van Eyck zich definitief in Brugge. In 1432 woonde hij in een voornaam huis in de Nieuwstraat, parochie Sint-Gillis (nu Gouden-Handstraat 6). In datzelfde jaar ontving hij er de Brugse raadslieden in zijn atelier. De huur bedroeg dertig schelling en werd ook na zijn dood verder betaald door zijn weduwe Margaretha (tot 1444). Hij schilderde in opdracht van Italiaanse kooplieden, van leden uit de hogere clerus en van edellieden. Voor het stadsbestuur beschilderde hij de beelden die op de gevel van het stadhuis werden geplaatst.
Hij bleef ook tot de kringen van de Bourgondische hertog behoren en bleef opdrachten voor hem en voor het hof uitvoeren. Het vertrouwen dat hij genoot had ook een keerzijde: toen er strijd ontstond tussen Filips de Goede en de Brugse gemeentenaren en dit ontaardde in een heuse opstand in 1436-1438, werd de grond te heet onder de voeten van de hofschilder. Zoals vele anderen die hun steun aan de hertog verleenden, sloeg Van Eyck op de vlucht. Pas tegen het einde van 1438, toen de vrede weer intrad, keerde hij naar Brugge terug.
Naar het einde van zijn leven, op 26 maart 1441, vroeg hij met zijn vrouw Margaretha een grote biechtbrief aan de paus. Dergelijke verzoeken waren kostbaar en werden alleen door de bovenklasse verricht. Het toont aan hoezeer Van Eyck zich thuisvoelde in hogere kringen en de kunstcreatie als ambacht achter zich had gelaten voor een hogere status. Zijn verzoek werd dan ook ingewilligd, ongetwijfeld op voorspraak van kardinaal Albergati.
Het verzoek toont dat Van Eyck zijn dood voelde naderen. Hij stierf enkele maanden later en werd begraven in het kerkhof van de prestigieuze Sint-Donaaskerk. De vergoeding voor de uitvaart en het luiden van de klokken werd ingeschreven op 23 juni (9 juli NS). Negen maanden later kreeg zijn broer Lambert bericht van het kapittel dat Jans lichaam naar het koor werd overgebracht (notitie van 21 maart 1442). Op de grafplaat stond: Hier licht Mr. Joannes de Eijcke den alderconstichsten meester van schilderije die in dese Nederlanden gheweest heeft. Het graf is verdwenen bij de sloop van de kerk in 1799, maar de inscriptie is bewaard dankzij een notitie kort voor 1603.
Zijn roem reikte tot in Italië. Ciriaco de' Pizzicolli prees hem in 1449 en voor de humanist Bartolomeo Fazio was Van Eyck gewoonweg de grootste schilder van zijn tijd. Hij noemde hem ook "niet onontwikkeld, zeker niet op het vlak van geometrie".

## Werken

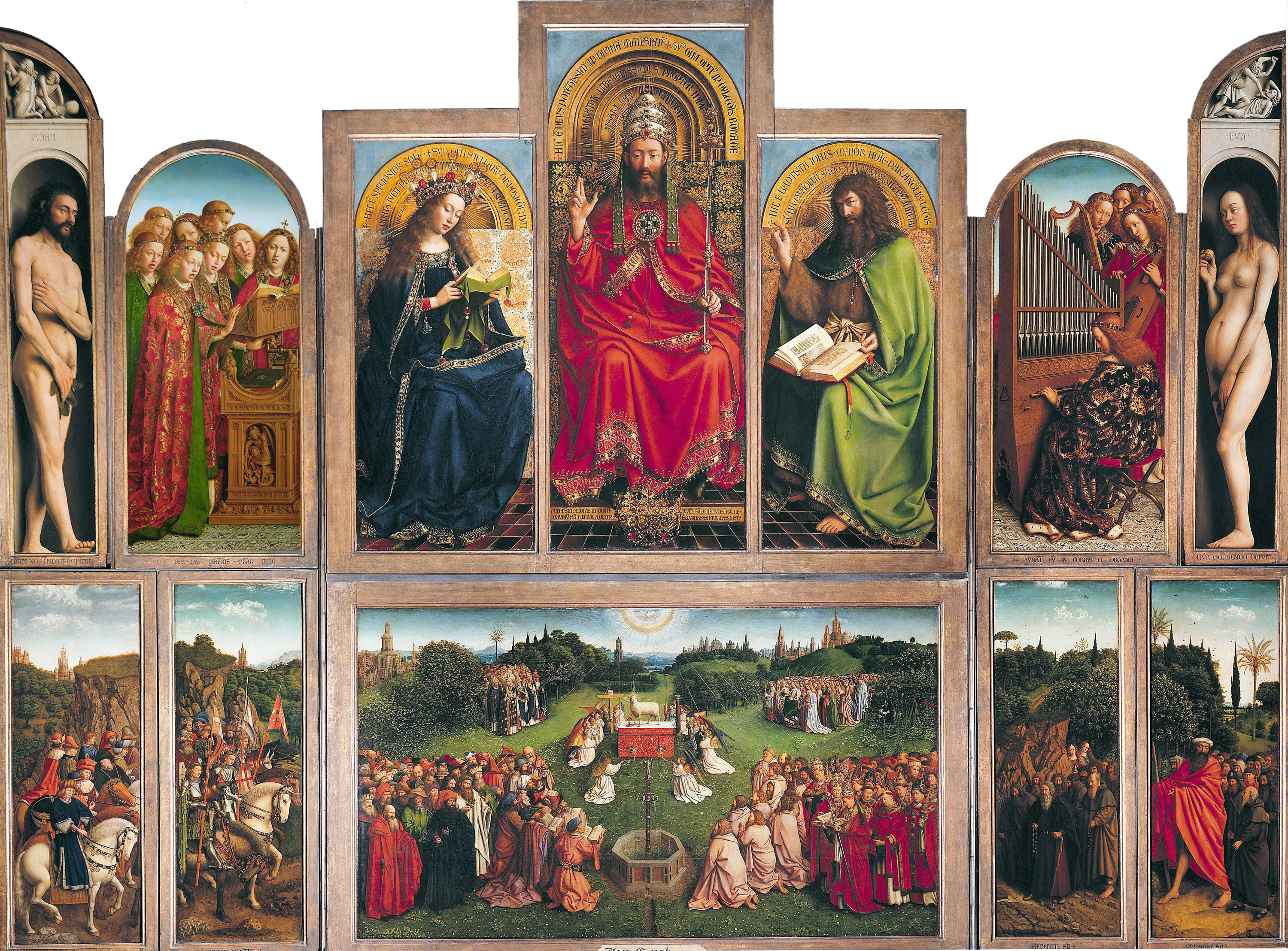
Het Lam Gods

Van Eycks beroemdste werk is het retabel Het Lam Gods, dat oorspronkelijk in de Vijdkapel van de Sint-Baafskathedraal te Gent hing, en sinds 1987 in de Villakapel aldaar. Het werk werd begonnen door zijn broer Hubert, op bestelling van Joos Vijd. Jan werkte het af, waarna het werd ingehuldigd op 6 mei 1432. Het werk kreeg nog extra bekendheid door de diefstal in 1934 van twee panelen, het paneel met St-Jan De Doper, dat vrij vlug werd terugbezorgd, en het paneel van De rechtvaardige rechters, dat tot op heden nog steeds niet is teruggevonden.
Op 1 oktober 2012 werd bekend dat een tekening van Van Eyck was ontdekt die van 13 oktober 2012 tot 10 februari 2013 in het Rotterdamse Museum Boijmans Van Beuningen werd tentoongesteld in de expositie De weg naar Van Eyck.

## Bewaarde en tentoongestelde werken

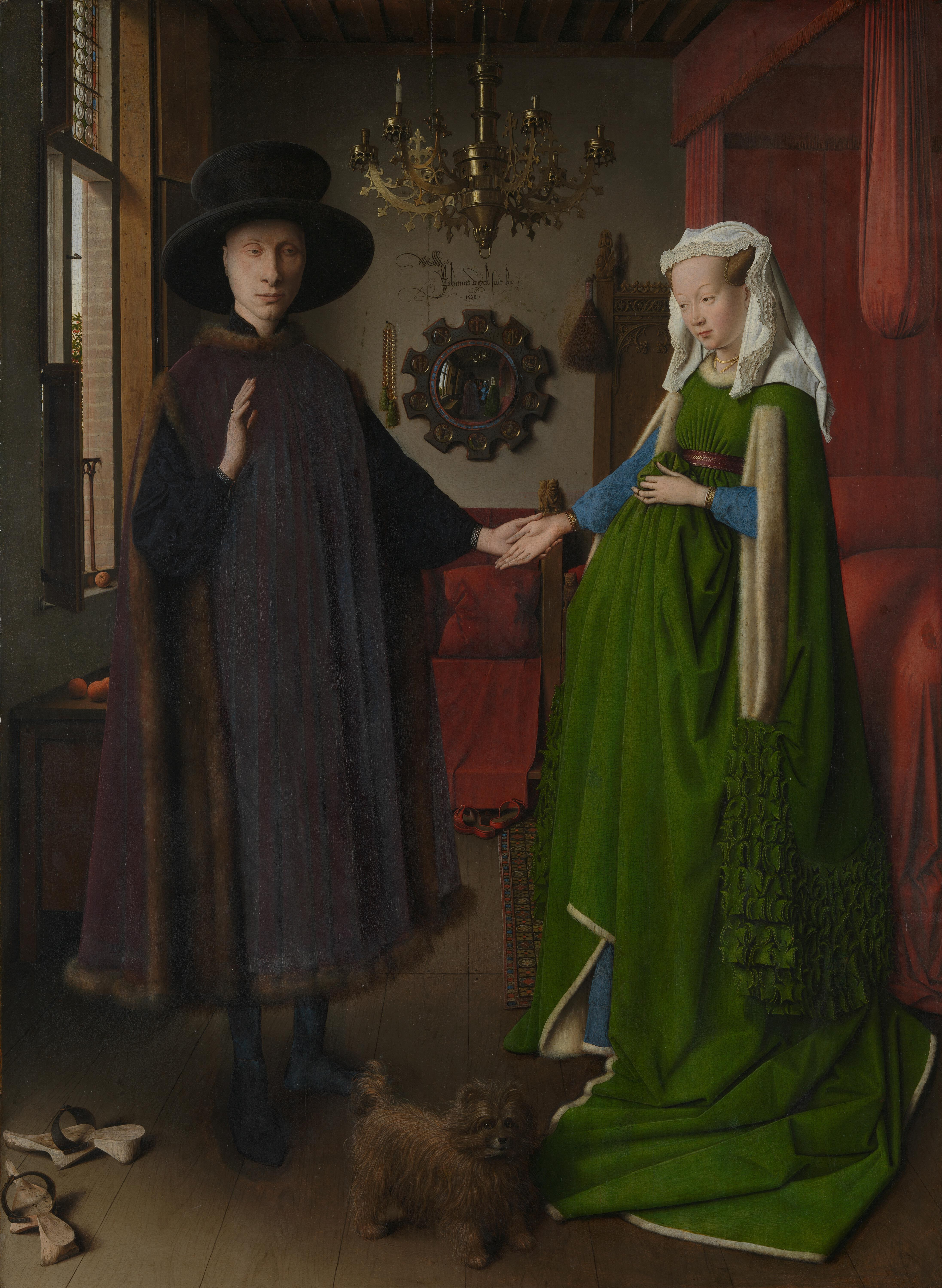
Portret van Giovanni Arnolfini en zijn vrouw, geschilderd in 1434

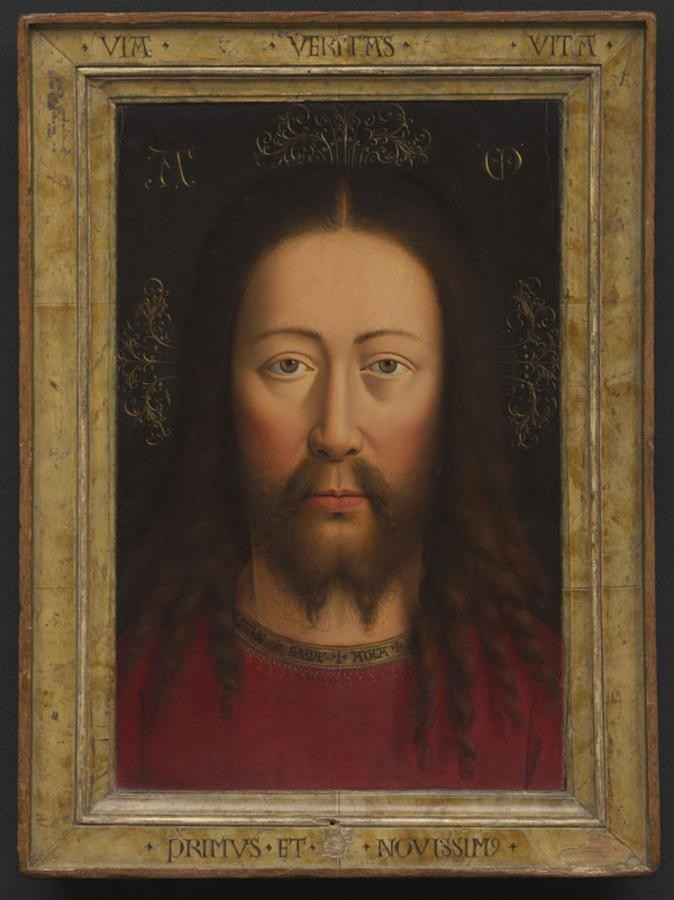
Het Vera Icon, een verloren gegaan portret van Jezus, waarvan diverse eigentijdse kopieën bewaard bleven

Slechts een relatief klein aantal van de werken van Jan van Eyck is bewaard gebleven en wordt in diverse beroemde musea tentoongesteld. Andere werken zijn soms gedocumenteerd, maar zijn in de loop van de geschiedenis verloren gegaan. Vandaag worden de werken in de lijst hieronder algemeen als authentieke werken van Jan van Eyck aanvaard. Werken die als kopieën of als werken van navolgers worden beschouwd, zijn hier niet opgenomen. Authentieke werken van Jan van Eyck zijn dus uiterst zeldzaam en komen ook niet meer op de kunstmarkt voor. Sommige werken bestaan wel uit meerdere panelen. Het grootste bewaarde werk van Jan van Eyck is Het Lam Gods (24 panelen) dat nog steeds in de kerk wordt bewaard waarvoor het werd geschilderd:
- Gent, Sint-Baafskathedraal: Het Lam Gods
- Antwerpen, Koninklijk Museum voor Schone Kunsten:
  - Madonna bij de fontein;
  - De Heilige Barbara van Nicomedië
- Berlijn, Gemäldegalerie:
  - de Madonna in de kerk;
  - het Portret van Boudewijn van Lannoy;
  - het Portret van Giovanni di Nicolao Arnolfini.
- Brugge, Groeningemuseum:
  - de Madonna met kanunnik Joris van der Paele;
  - Portret van Margareta van Eyck
- Detroit, Detroit Institute of Arts: de H. Hieronymus in zijn studeervertrek (omstreden toeschrijving)[13]
- Dresden, Gemäldegalerie Alte Meister: Dresdense reisaltaartje
- Dresden, Kupferstichkabinett Dresden: Portret van kardinaal Albergati (zilverstift op papier)
- Frankfurt am Main, Städel Museum: de Lucca Madonna
- Londen, National Gallery:
  - Tymotheos;
  - Portret van een man met rode tulband (vermoedelijk het zelfportret van Jan van Eyck);
  - Arnolfini-Huwelijksportret
- Madrid, Museo Thyssen-Bornemisza: de Annunciatiediptiek
- New York, Frick Collection: Madonna van Jan Vos
- Parijs, Musée du Louvre: De Maagd van kanselier Rolin
- Philadelphia, Philadelphia Museum of Art: de Stigmatisatie van de H. Franciscus
- Rotterdam, Museum Boijmans Van Beuningen: De drie Maria's aan het graf
- Sibiu, Brukenthalmuseum: de Man met de blauwe kaproen
- Turijn, Galleria Sabauda: de Stigmatisatie van de H. Franciscus
- Washington D.C., National Gallery of Art: De Boodschap aan Maria;
- Wenen, Kunsthistorisches Museum:
  - Portret van Jan de Leeuw;
  - Portret van kardinaal Albergati.

Van 31 oktober 2012 tot en met 19 februari 2013 was er een tentoonstelling over Van Eyck en zijn tijdgenoten in het Museum Boijmans Van Beuningen in Rotterdam: De weg naar Van Eyck. Van 21 kunstwerken is de toelichting online te bekijken.

## Nieuwe inzichten in Van Eycks werk
Naar aanleiding van het Van Eyckjaar (2020) en daaraan gekoppeld een grote tentoonstelling met het Lam Gods als hoofdthema - Van Eyck. Een optische revolutie - in het Gentse Museum voor Schone Kunsten komen er nieuwe inzichten rond zijn werk naar boven en worden vooroordelen ontkracht. Men stelt dat de clichés rond Van Eycks werk bijzonder hardnekkig zijn, zoals de betiteling primitief, zijn uitvinding van de olieverf, dat hij de eerste individuele kunstenaar zou zijn, en dat hij zich alleen maar kon ontwikkelen dankzij de luxe van het Bourgondische hof. Van Eyck was een ambachtsman en geleerde in dienst van de toen geldende aristocratie, die men bezwaarlijk een primitief kan noemen. Zijn meesterschap kon tot bloei komen via de biotoop en zijn netwerk in de bloeiende regio tussen Maasland, Parijs en de Zuidelijke Nederlanden met Brugge als culturele hoofdstad van Europa tussen 1420 en 1470.

## Varia
- Onder andere in Antwerpen (Van Eycklei), De Pinte, Diepenbeek, Maldegem, De Haan, Runkst, Moorslede, Maaseik (Van Eycklaan), Maassluis, Dongen, Duiven, Zolder, Vilvoorde (Van Eyckstraat), Torhout, Wolvertem, Hazerswoude, De Bilt, Meerdijk (Jan van Eycklaan), Brugge (Jan Van Eyckplein) werden straten naar hem genoemd.
- In elke Nederlandse stad met een Schilderswijk is een straat, plein, gracht, plantsoen enzovoorts naar Van Eyck vernoemd. Hij was afkomstig uit en werkzaam in de Zuidelijke Nederlanden, maar had ook een Haagse periode.
- In Maaseik staat sinds 1863 een monument voor de gebroeders Van Eyck van Leopold Wiener; in het Minderbroedersklooster is een permanente tentoonstelling over leven en werk van Jan en Hubert.
- In Brugge staat op het Jan van Eyckplein sinds 1856 een standbeeld van Jan van Eyck van Jan-Robert Calloigne.
- In Gent staat sinds 1913 het Monument ter ere van de gebroeders Van Eyck.
- In Arendonk staat sinds 2012 een muurschildering met Jan Van Eyck op de hoek van Vrijheid en Park Deroissart .[17]
- Tegenwoordig is Jan van Eyck wellicht de bekendste schilder uit het tijdperk van de Vlaamse Primitieven. In 2005 eindigde hij op nr. 27 in de Vlaamse versie van De Grootste Belg.
- De hedendaagse componist Arvo Pärt in 2020 een vocaal werk op aan Jan van Eyck 'Für Jan van Eyck'. De gekozen tekst is het Agnus Dei.

## Galerij

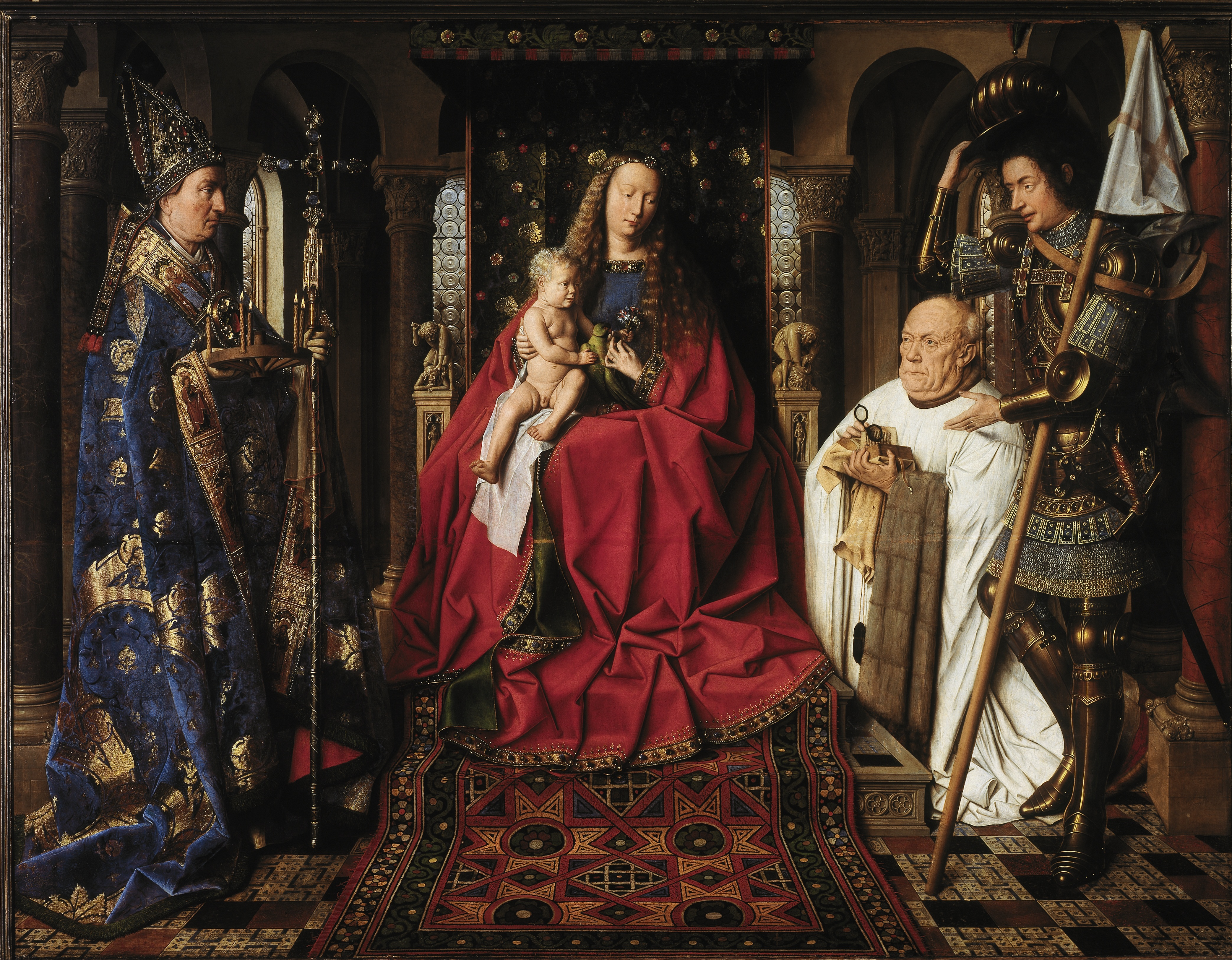
Madonna met kanunnik Joris van der Paele 1434-1436 Groeningemuseum in Brugge
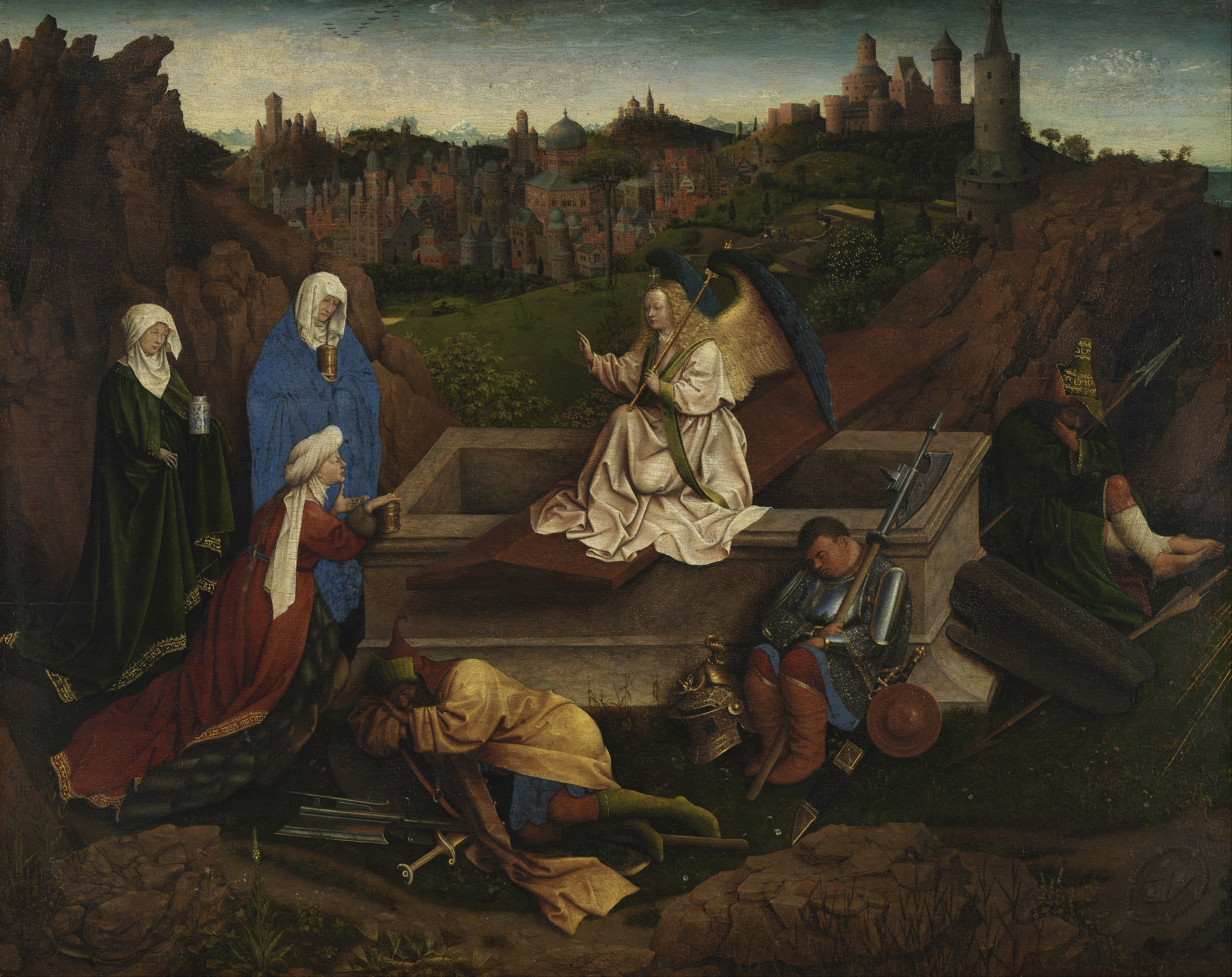
De drie Maria's aan het graf 1425-1435 Museum Boijmans Van Beuningen in Rotterdam
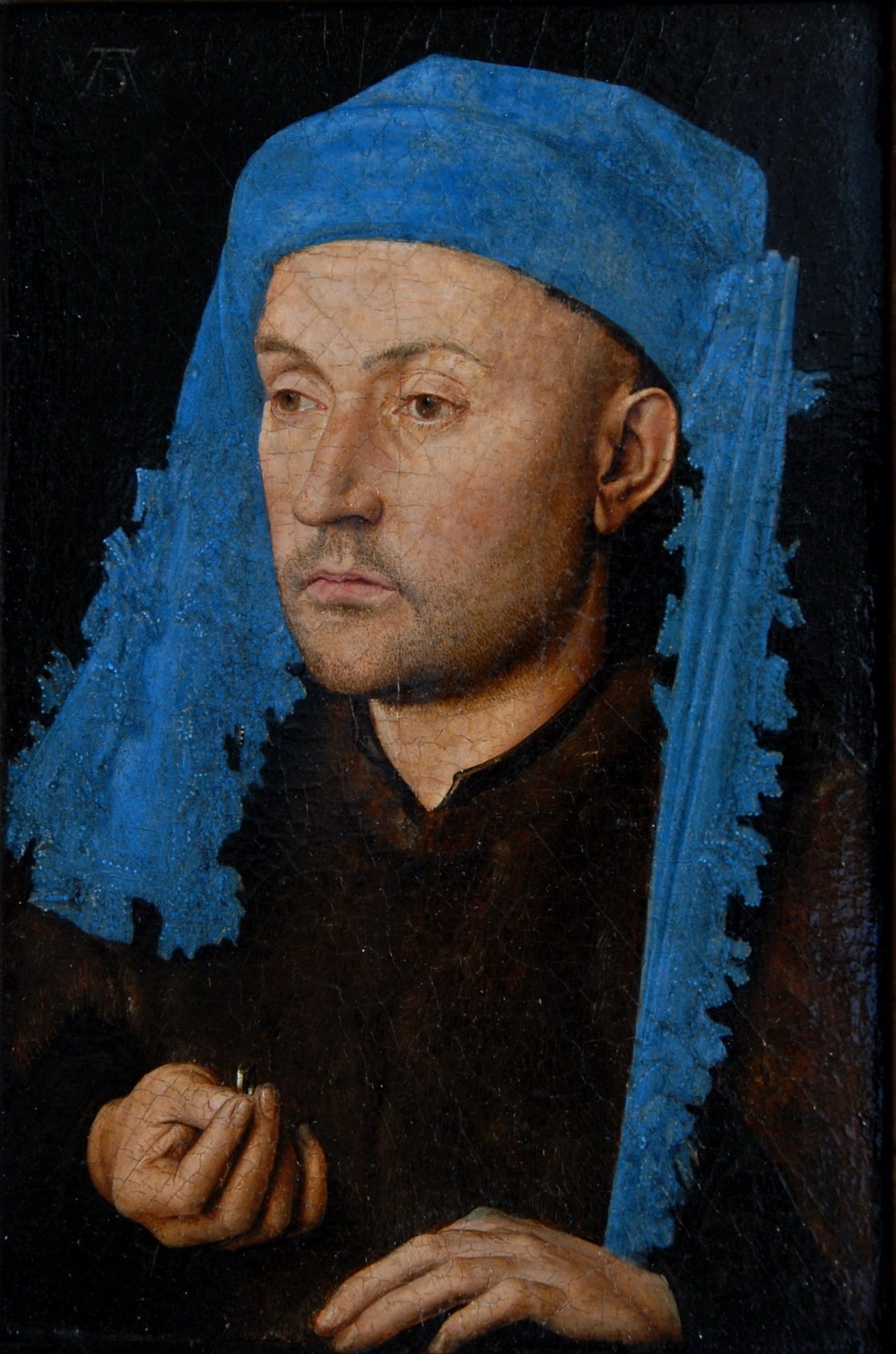
Man met de blauwe kaproen ca. 1430 Brukenthal National Museum in Sibiu
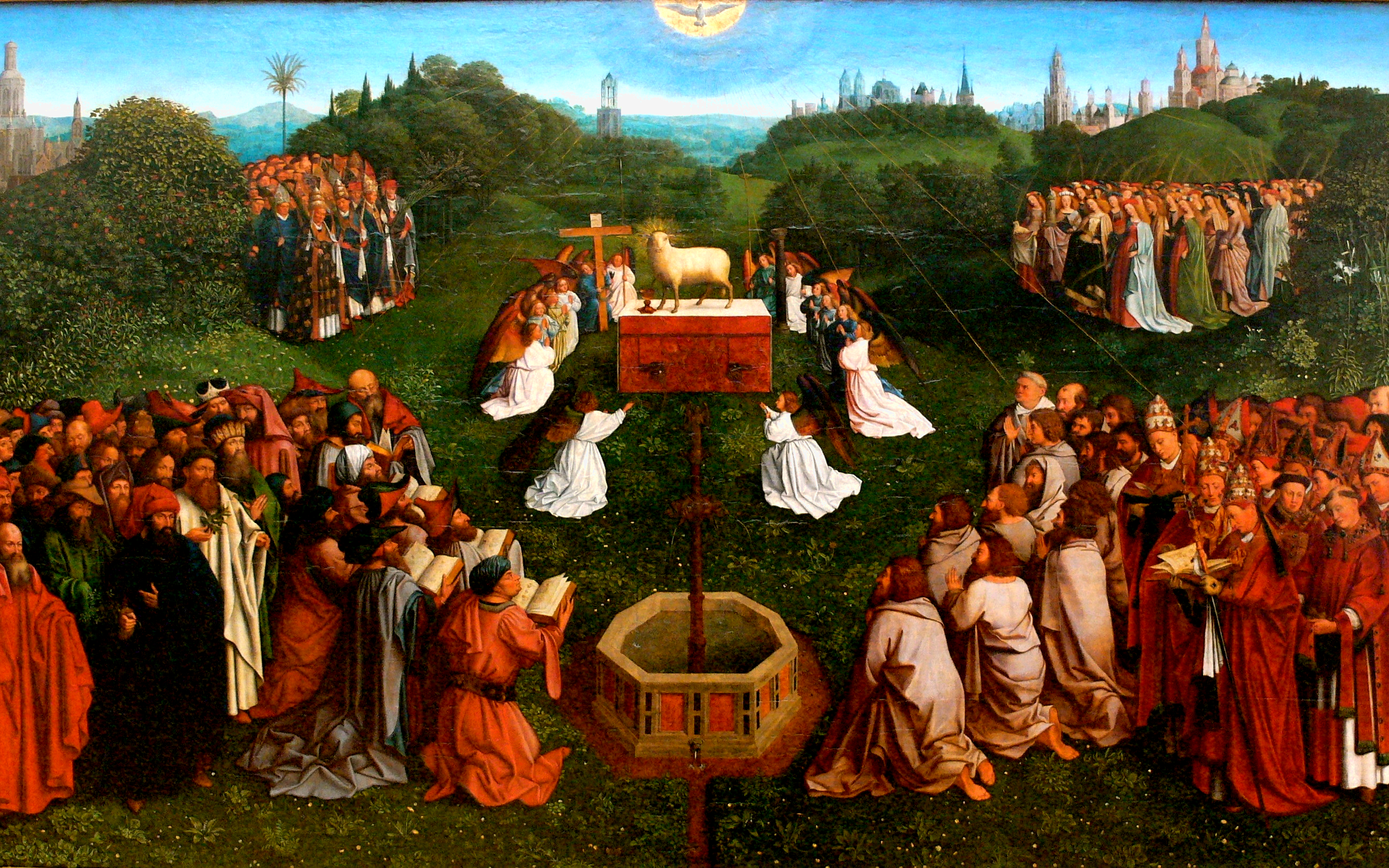
Het Lam Gods (middenstuk) 1430-1432 Sint-Baafskathedraal te Gent
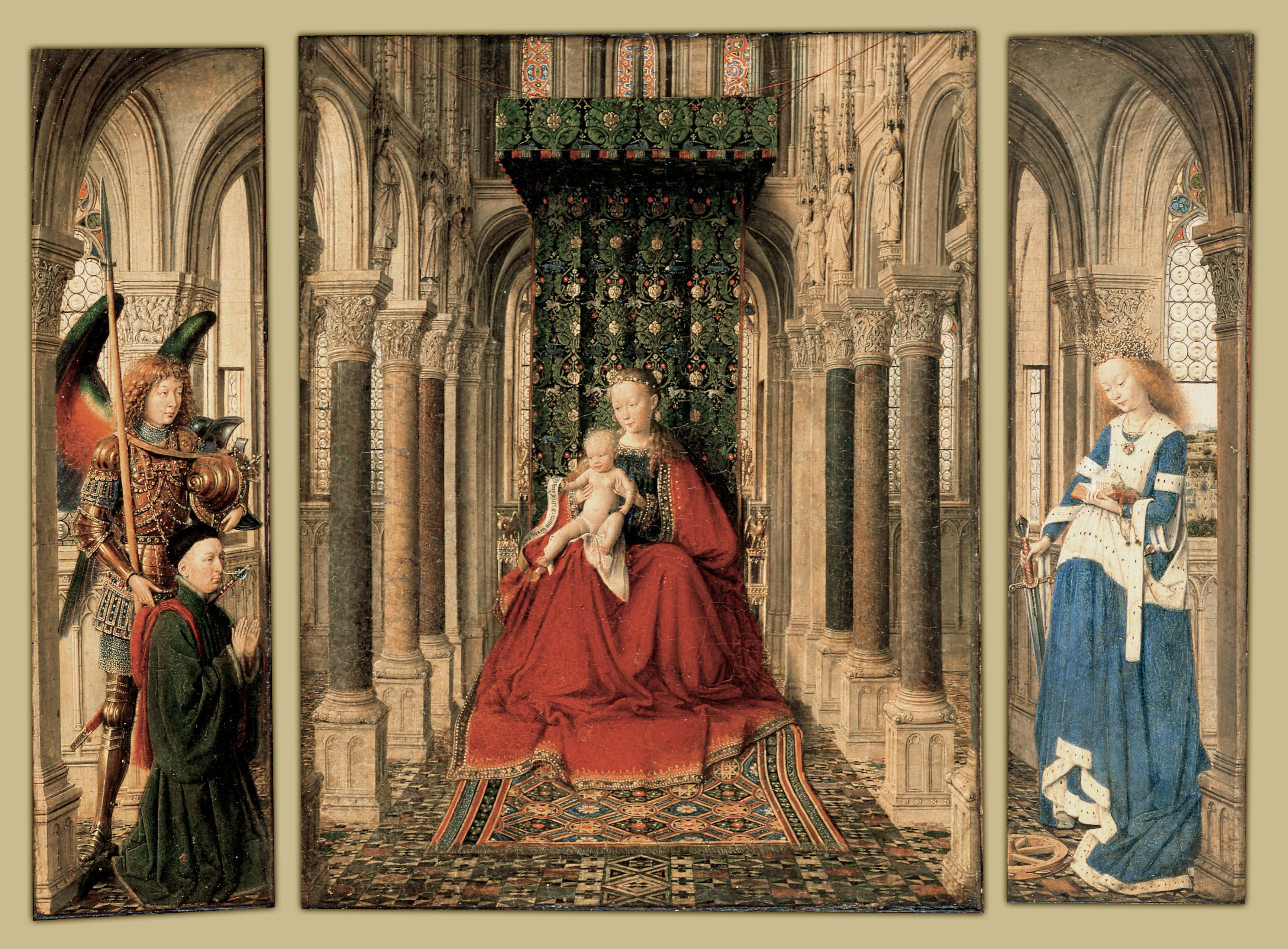
Het Dresdener Drieluik 1437 Gemäldegalerie Alte Meister in Dresden